# بنك البحرين الإسلامي
بنك البحرين الإسلامي هو مصرف تجاري يقع في المنامة عاصمة البحرين. أسس بموجب المرسوم بقانون رقم 2 لسنة 1979 الصادر بتاريخ 8 ربيع الثاني 1399هـ الموافق 7 مارس 1979م. و يزاول المصرف أعماله منذ اليوم الثاني من محرم 1400هـ الموافق 22 نوفمبر 1979م. واشترك المصرف فور تأسيسه في الاتحاد الدولي للبنوك الإسلامية، كما ان للمصرف مراسلين في جميع أنحاء العالم. وهو أول بنك إسلامي في مملكة البحرين يعمل تحت إشراف مصرف البحرين المركزي وهو مدرج في سوق البحرين للأوراق المالية.
في يناير 2016 أكدت خدمة موديز للمستثمرين تصنيفاتها ورفع مستوى تقييم الائتمان الأساسي المستقل إلى b3 من caa1.